# Liste der pfälzischen Personenwagen
Die Liste der pfälzischen Personenwagen stellt eine Übersicht der bei den Pfälzischen Eisenbahnen in der Zeit zwischen 1846 und 1920 zum Einsatz gekommenen Personenwagen inkl. der Salon- und Gepäckwagen dar. Es werden sowohl die Regelspur- als auch die Schmalspurfahrzeuge aufgeführt. Die für die Liste ausgewählten Daten entsprechen in etwa den in den Wagenstandsverzeichnissen angegebenen. Die Auswahl der Zeitabschnitte für die Angaben der Wagennummern resultieren aus den für die pfälzischen Bahnen relevanten Nummerierungszeiträumen
- ab 1846 bis ca. 1875, getrennte Nummernkreise der einzelnen Bahngesellschaften der Pfalzbahnen
- ab 1875 neues Nummerierungsschema, übergreifend über alle Gesellschaften

Nummern 0001 bis 3000 für Wagen der Ludwigsbahn, zusätzlich die Nummern 6001 bis 10000 (außer 9100 bis 9300)
Nummern 3001 bis 5000 für Wagen der Nordbahn
Nummern 5001 bis 5999 für Wagen der Maximiliansbahn, zusätzlich die Nummern 10001 bis 10999
Wagen die aus dem rechtsrheinischen Bayern umgesetzt wurden behielten größtenteils ihre Wagennummern bei
- ab 1923 neues Nummernschema nach Übernahme durch die Deutsche Reichsbahn für die Regelspurfahrzeuge, die Schmalspurfahrzeuge behielten ihre Nummern bis zum Ende der Einsatzzeit

Mit der Übernahme durch die königl. bayerischen Staatseisenbahnen zu Beginn 1909 war im Gegensatz zu den Güterwagen keine Umnummerierung verbunden. Einzelheiten zu den Wagennummern in den jeweiligen Epochen kann man den Seiten mit den Wagendetails entnehmen.
Alle Angaben zu den Herstellern der einzelnen Wagentypen entstammen dem Verzeichnis der Pfälzischen Wagen von 1902, fortgeschrieben bis 1906, aus dem Archiv des Verkehrsmuseums Nürnberg.

## Fahrzeuge der Regelspur

### Salonwagen
| Herstelldaten | Herstelldaten | Herstelldaten | Wagennummern je Epoche (mit Direktionsangaben) Gattungszeichen | Wagennummern je Epoche (mit Direktionsangaben) Gattungszeichen | Wagennummern je Epoche (mit Direktionsangaben) Gattungszeichen | Wagennummern je Epoche (mit Direktionsangaben) Gattungszeichen | Wagennummern je Epoche (mit Direktionsangaben) Gattungszeichen | Fahrwerk   | Fahrwerk | Fahrwerk                  | Fahrwerk                  | Fahrwerk                  | Ausstattung               | Ausstattung               | Ausstattung                          | Ausstattung                          | Ausstattung                          | Ausstattung                          | Ausstattung                          | Zusatzinfos    | Zusatzinfos                   |
| Bau- jahr     | Her- steller  | Anz.          | ab 1875                                                        | ab 1909 (1907)                                                 | Rep. (1919)                                                    | DRG (ab 1923)                                                  | DRG (ab 1930)                                                  | Anz. Achs. | LüP      | Unt. Gest.                | LA.                       | Brem- sen                 | Bl.                       | Hz.                       | Art u.Anz. Abteile (Sitze je Klasse) | Art u.Anz. Abteile (Sitze je Klasse) | Art u.Anz. Abteile (Sitze je Klasse) | Art u.Anz. Abteile (Sitze je Klasse) | Art u.Anz. Abteile (Sitze je Klasse) | Sig- nal- hal. | Bemerkung                     |
| Blatt-Nr. 1   | Blatt-Nr. 1   | Blatt-Nr. 1   | Sal                                                            | Sal                                                            |                                                                | Saloni                                                         |                                                                |            |          | (siehe jeweilige Legende) | (siehe jeweilige Legende) | (siehe jeweilige Legende) | (siehe jeweilige Legende) | (siehe jeweilige Legende) | A                                    | 1.                                   | 2.                                   | 3.                                   | 4.                                   |                | Ludwigsbahn                   |
| ------------- | ------------- | ------------- | -------------------------------------------------------------- | -------------------------------------------------------------- | -------------------------------------------------------------- | -------------------------------------------------------------- | -------------------------------------------------------------- | ---------- | -------- | ------------------------- | ------------------------- | ------------------------- | ------------------------- | ------------------------- | ------------------------------------ | ------------------------------------ | ------------------------------------ | ------------------------------------ | ------------------------------------ | -------------- | ----------------------------- |
| 1864          | Rft.          | 1             | Pf 2                                                           | 2 Lu                                                           |                                                                |                                                                |                                                                | 2          | 9.580    | E; H                      |                           | Pl; Sbr                   | G                         | DL                        |                                      |                                      |                                      |                                      |                                      |                | 1891 umgebaut                 |
| Blatt-Nr. 2   | Blatt-Nr. 2   | Blatt-Nr. 2   | Sal                                                            | Sal4                                                           |                                                                | Sal4ü                                                          | Sal4ü                                                          |            |          | (siehe jeweilige Legende) | (siehe jeweilige Legende) | (siehe jeweilige Legende) | (siehe jeweilige Legende) | (siehe jeweilige Legende) | A                                    | 1.                                   | 2.                                   | 3.                                   | 4.                                   |                | Ludwigsbahn                   |
| 1904          | Gast.         | 1             | Pf 15                                                          | 15 Lu                                                          |                                                                | Lu 10 002                                                      | 10 366 Lu                                                      | 4          | 19.300   | HE; E                     |                           | Wsbr; Hnbr                | EL                        | D                         | 1                                    | 5 (22)                               |                                      |                                      |                                      | CH; IT         | 1927 Umbau zum Revisionswagen |

### Salon- und Krankenwagen
| Herstelldaten | Herstelldaten | Herstelldaten | Wagennummern je Epoche (mit Direktionsangaben) Gattungszeichen | Wagennummern je Epoche (mit Direktionsangaben) Gattungszeichen | Wagennummern je Epoche (mit Direktionsangaben) Gattungszeichen | Wagennummern je Epoche (mit Direktionsangaben) Gattungszeichen | Wagennummern je Epoche (mit Direktionsangaben) Gattungszeichen | Fahrwerk   | Fahrwerk | Fahrwerk                  | Fahrwerk                  | Fahrwerk                  | Ausstattung               | Ausstattung               | Ausstattung                          | Ausstattung                          | Ausstattung                          | Ausstattung                          | Ausstattung                          | Zusatzinfos    | Zusatzinfos                        |
| Bau- jahr     | Her- steller  | Anz.          | ab 1875                                                        | ab 1909 (1907)                                                 | Rep. (1919)                                                    | DRG (ab 1923)                                                  | DRG (ab 1930)                                                  | Anz. Achs. | LüP      | Unt. Gest.                | LA.                       | Brem- sen                 | Bl.                       | Hz.                       | Art u.Anz. Abteile (Sitze je Klasse) | Art u.Anz. Abteile (Sitze je Klasse) | Art u.Anz. Abteile (Sitze je Klasse) | Art u.Anz. Abteile (Sitze je Klasse) | Art u.Anz. Abteile (Sitze je Klasse) | Sig- nal- hal. | Bemerkung                          |
| Blatt-Nr. 3   | Blatt-Nr. 3   | Blatt-Nr. 3   | Sal                                                            | Sal3                                                           |                                                                | Salon3i                                                        |                                                                |            |          | (siehe jeweilige Legende) | (siehe jeweilige Legende) | (siehe jeweilige Legende) | (siehe jeweilige Legende) | (siehe jeweilige Legende) | A                                    | 1.                                   | 2.                                   | 3.                                   | 4.                                   |                | Ludwigsbahn                        |
| ------------- | ------------- | ------------- | -------------------------------------------------------------- | -------------------------------------------------------------- | -------------------------------------------------------------- | -------------------------------------------------------------- | -------------------------------------------------------------- | ---------- | -------- | ------------------------- | ------------------------- | ------------------------- | ------------------------- | ------------------------- | ------------------------------------ | ------------------------------------ | ------------------------------------ | ------------------------------------ | ------------------------------------ | -------------- | ---------------------------------- |
| 1895          | WL            | 1             | Pf 3                                                           | 3 Lu                                                           |                                                                | Lu 10 001                                                      | 10 388 Lu                                                      | 3          | 10.300   | H; E                      | A4                        | F; Wsbr; Hnbr             | G                         | G, DL                     | 1                                    | 2                                    |                                      |                                      |                                      | CH; IT         | 1931/32 Umbau zum Mannschaftswagen |

### Arztwagen
| Herstelldaten | Herstelldaten | Herstelldaten | Wagennummern je Epoche (mit Direktionsangaben) Gattungszeichen | Wagennummern je Epoche (mit Direktionsangaben) Gattungszeichen | Wagennummern je Epoche (mit Direktionsangaben) Gattungszeichen | Wagennummern je Epoche (mit Direktionsangaben) Gattungszeichen | Wagennummern je Epoche (mit Direktionsangaben) Gattungszeichen | Fahrwerk   | Fahrwerk | Fahrwerk                  | Fahrwerk                  | Fahrwerk                  | Ausstattung               | Ausstattung               | Ausstattung                          | Ausstattung                          | Ausstattung                          | Ausstattung                          | Ausstattung                          | Zusatzinfos    | Zusatzinfos            |
| Bau- jahr     | Her- steller  | Anz.          | ab 1875                                                        | ab 1909 (1907)                                                 | Rep. (1919)                                                    | DRG (ab 1923)                                                  | DRG (ab 1930)                                                  | Anz. Achs. | LüP      | Unt. Gest.                | LA.                       | Brem- sen                 | Bl.                       | Hz.                       | Art u.Anz. Abteile (Sitze je Klasse) | Art u.Anz. Abteile (Sitze je Klasse) | Art u.Anz. Abteile (Sitze je Klasse) | Art u.Anz. Abteile (Sitze je Klasse) | Art u.Anz. Abteile (Sitze je Klasse) | Sig- nal- hal. | Bemerkung              |
| Blatt-Nr. 5   | Blatt-Nr. 5   | Blatt-Nr. 5   | Sal                                                            | Sal                                                            |                                                                |                                                                |                                                                |            |          | (siehe jeweilige Legende) | (siehe jeweilige Legende) | (siehe jeweilige Legende) | (siehe jeweilige Legende) | (siehe jeweilige Legende) | A                                    | 1.                                   | 2.                                   | 3.                                   | 4.                                   |                | Ludwigsbahn            |
| ------------- | ------------- | ------------- | -------------------------------------------------------------- | -------------------------------------------------------------- | -------------------------------------------------------------- | -------------------------------------------------------------- | -------------------------------------------------------------- | ---------- | -------- | ------------------------- | ------------------------- | ------------------------- | ------------------------- | ------------------------- | ------------------------------------ | ------------------------------------ | ------------------------------------ | ------------------------------------ | ------------------------------------ | -------------- | ---------------------- |
| 1864          | Rft.          | 1             | Pf 4                                                           | 4 Lu                                                           |                                                                |                                                                |                                                                | 2          | 8.700    | E; H                      |                           | Pl; Sbr                   | G                         | DL                        | 1                                    | 1                                    |                                      |                                      |                                      |                | 1890 und 1904 umgebaut |

### Versuchswagen
| Herstelldaten | Herstelldaten | Herstelldaten | Wagennummern je Epoche (mit Direktionsangaben) Gattungszeichen | Wagennummern je Epoche (mit Direktionsangaben) Gattungszeichen | Wagennummern je Epoche (mit Direktionsangaben) Gattungszeichen | Wagennummern je Epoche (mit Direktionsangaben) Gattungszeichen | Wagennummern je Epoche (mit Direktionsangaben) Gattungszeichen | Fahrwerk   | Fahrwerk | Fahrwerk                  | Fahrwerk                  | Fahrwerk                  | Ausstattung               | Ausstattung               | Ausstattung                          | Ausstattung                          | Ausstattung                          | Ausstattung                          | Ausstattung                          | Zusatzinfos    | Zusatzinfos |
| Bau- jahr     | Her- steller  | Anz.          | ab 1875                                                        | ab 1909 (1907)                                                 | Rep. (1919)                                                    | DRG (ab 1923)                                                  | DRG (ab 1930)                                                  | Anz. Achs. | LüP      | Unt. Gest.                | LA.                       | Brem- sen                 | Bl.                       | Hz.                       | Art u.Anz. Abteile (Sitze je Klasse) | Art u.Anz. Abteile (Sitze je Klasse) | Art u.Anz. Abteile (Sitze je Klasse) | Art u.Anz. Abteile (Sitze je Klasse) | Art u.Anz. Abteile (Sitze je Klasse) | Sig- nal- hal. | Bemerkung   |
| Blatt-Nr. 6   | Blatt-Nr. 6   | Blatt-Nr. 6   | Sal                                                            | Sal                                                            |                                                                |                                                                |                                                                |            |          | (siehe jeweilige Legende) | (siehe jeweilige Legende) | (siehe jeweilige Legende) | (siehe jeweilige Legende) | (siehe jeweilige Legende) | A                                    | 1.                                   | 2.                                   | 3.                                   | 4.                                   |                | Nordbahn    |
| ------------- | ------------- | ------------- | -------------------------------------------------------------- | -------------------------------------------------------------- | -------------------------------------------------------------- | -------------------------------------------------------------- | -------------------------------------------------------------- | ---------- | -------- | ------------------------- | ------------------------- | ------------------------- | ------------------------- | ------------------------- | ------------------------------------ | ------------------------------------ | ------------------------------------ | ------------------------------------ | ------------------------------------ | -------------- | ----------- |
| 1870          | Rft.          | 1             | Pf 3019                                                        | 3019 Lu                                                        |                                                                |                                                                |                                                                | 2          | 9.100    | E; H                      |                           | H; Wsbr                   | G                         | D                         |                                      | 1 (7)                                | 1 (4)                                |                                      |                                      |                |             |

### Abteilwagen
Wie bei den meisten anderen deutschen Länderbahnen war auch bei den Pfälzischen Eisenbahnen der Abteilwagen die zahlreichste und wichtigste Wagenbauart. Auch in der Pfalz wurde die Entwicklung von Zwei- über Drei- zu Vierachsern vorangetrieben. Die ersten Dreiachser wurden um 1890 ausgeliefert und besaßen noch das bei den Zweiachsern ab 1880 eingeführte Oberlichtdach, wohingegen die nachfolgenden Dreiachser ein hochgewölbtes Tonnendach besaßen. Ebenso wenig wie die anderen süddeutschen Eisenbahnverwaltungen hatte auch die Direktion der Pfälzischen Eisenbahnen Geschmack am vierachsigen Abteilwagen gefunden. Wie bei den benachbarten Großherzoglich Badischen Staatseisenbahnen wurde auch bei der Pfalzbahn die Beschaffung der Abteilvierachser durch die Notwendigkeit des Wagenausgleichs mit den benachbarten Bahnen, insbesondere der preußischen, veranlasst. Eine Besonderheit pfälzischer (und bayerischer) Abteilwagen war die Ausstattung einzelner Wagentypen mit offenen Bremsersitzen, den sog. „Freisitzbremsen“. Diese wurden aber erst in größerer Zahl ausgeführt, als es infolge der Ausstattung der Reisezüge mit durchgehenden Druckluftbremsen nicht mehr erforderlich war, die Handbremsen mit Bremsern zu besetzen.
In den nachfolgenden Tabellen sind die einzelnen Wagentypen aufgelistet. Die Angaben zu Abteilen, Sitzplätzen und Aborten beziehen sich dabei immer auf den Ursprungszustand der Wagen, der in einigen Fällen durch Umbau verändert wurde.

#### Zweiachsige Abteilwagen
| Zweiachsige Abteilwagen                | Zweiachsige Abteilwagen                | Zweiachsige Abteilwagen                | Zweiachsige Abteilwagen                | Zweiachsige Abteilwagen                | Zweiachsige Abteilwagen                | Zweiachsige Abteilwagen                | Zweiachsige Abteilwagen                | Zweiachsige Abteilwagen                | Zweiachsige Abteilwagen                | Zweiachsige Abteilwagen                | Zweiachsige Abteilwagen                | Zweiachsige Abteilwagen                |
| Blatt-Nr.                              | Gattung Länderbahn                     | Wagennummern Länderbahn                | Skizzenblatt DR                        | Wagennummern DR (ab 1930)              | Anzahl gebaut                          | Baujahre                               | Abteile je Klasse                      | Sitz- plätze                           | Aborte                                 | L. ü. P [m]                            | Achsstand [m]                          | Bemerkungen                            |
| Beschaffungszeitraum von 1846 bis 1860 | Beschaffungszeitraum von 1846 bis 1860 | Beschaffungszeitraum von 1846 bis 1860 | Beschaffungszeitraum von 1846 bis 1860 | Beschaffungszeitraum von 1846 bis 1860 | Beschaffungszeitraum von 1846 bis 1860 | Beschaffungszeitraum von 1846 bis 1860 | Beschaffungszeitraum von 1846 bis 1860 | Beschaffungszeitraum von 1846 bis 1860 | Beschaffungszeitraum von 1846 bis 1860 | Beschaffungszeitraum von 1846 bis 1860 | Beschaffungszeitraum von 1846 bis 1860 | Beschaffungszeitraum von 1846 bis 1860 |
| -------------------------------------- | -------------------------------------- | -------------------------------------- | -------------------------------------- | -------------------------------------- | -------------------------------------- | -------------------------------------- | -------------------------------------- | -------------------------------------- | -------------------------------------- | -------------------------------------- | -------------------------------------- | -------------------------------------- |
| –                                      | A oder AB                              | 15–24? A 15,19,20 AB 16-18,21-24       | –                                      | –                                      | 10                                     |                                        | 2½ oder 1½/1                           | 15 oder 9/8                            | –                                      | 6,300                                  | 2,60                                   |                                        |
| –                                      | AB                                     | 1–5                                    | –                                      | –                                      | 5                                      |                                        | ½/2                                    | 3/20                                   | –                                      | 6,300                                  | 2,60                                   |                                        |
| –                                      | AB                                     | 6–14, 25–30                            | –                                      | –                                      | 15                                     |                                        | 1/2                                    | 6/20                                   | –                                      | 6,300                                  | 2,6                                    |                                        |
| –                                      | B                                      | 41–54, 56–64                           | –                                      | –                                      | 23 (evtl. 24)                          |                                        | 3                                      | 30                                     | –                                      | 6,300                                  | 2,6                                    |                                        |
| –                                      | C                                      | 101–102, 104–110, 147–150, 163–166     | –                                      | –                                      | 17 (evtl. 18)                          |                                        | 3½ (?)                                 | 35                                     | –                                      | 5,800                                  | 2,25                                   | offene Wagen mit Vorhängen, mit Bremse |
| –                                      | C                                      | 132–146, 151–162                       | –                                      | –                                      | 17                                     |                                        | 3½ (?)                                 | 35                                     | –                                      | 5,800                                  | 2,25                                   | offene Wagen mit Vorhängen             |
| –                                      | C                                      | 111–131                                | –                                      | –                                      | 21                                     |                                        | 3                                      | 30                                     | –                                      | 5,800                                  | 2,25                                   | geschlossene Wagen mit Fenstern        |

| Zweiachsige Abteilwagen                       | Zweiachsige Abteilwagen                | Zweiachsige Abteilwagen                          | Zweiachsige Abteilwagen                | Zweiachsige Abteilwagen                | Zweiachsige Abteilwagen                | Zweiachsige Abteilwagen                | Zweiachsige Abteilwagen                | Zweiachsige Abteilwagen                | Zweiachsige Abteilwagen                | Zweiachsige Abteilwagen                | Zweiachsige Abteilwagen                | Zweiachsige Abteilwagen |
| Blatt-Nr.                                     | Gattung Länderbahn                     | Wagennummern Länderbahn                          | Skizzenblatt DR                        | Wagennummern DR (ab 1930)              | Anzahl gebaut                          | Baujahre                               | Abteile je Klasse                      | Sitz- plätze                           | Aborte                                 | L. ü. P [m]                            | Achsstand [m]                          | Bemerkungen |
| Beschaffungszeitraum von 1860 bis 1890        | Beschaffungszeitraum von 1860 bis 1890 | Beschaffungszeitraum von 1860 bis 1890           | Beschaffungszeitraum von 1860 bis 1890 | Beschaffungszeitraum von 1860 bis 1890 | Beschaffungszeitraum von 1860 bis 1890 | Beschaffungszeitraum von 1860 bis 1890 | Beschaffungszeitraum von 1860 bis 1890 | Beschaffungszeitraum von 1860 bis 1890 | Beschaffungszeitraum von 1860 bis 1890 | Beschaffungszeitraum von 1860 bis 1890 | Beschaffungszeitraum von 1860 bis 1890 | Beschaffungszeitraum von 1860 bis 1890 |
| --------------------------------------------- | -------------------------------------- | ------------------------------------------------ | -------------------------------------- | -------------------------------------- | -------------------------------------- | -------------------------------------- | -------------------------------------- | -------------------------------------- | -------------------------------------- | -------------------------------------- | -------------------------------------- | --- |
| 020I/II (B)                                   | AB                                     | siehe Details                                    | C Bay 62                               |                                        | 90                                     | 1862–1874                              | 1/3                                    | 6/24                                   |                                        | 9.100 8.950                            | 4,7                                    | mit Bremserhaus oder Freisitzbremse; 1907 in Gattungen D umgewandelt |
| 021 (B)                                       | AB                                     | 71                                               |                                        |                                        | 1                                      | 1874                                   | 1/3                                    | 6/24                                   |                                        | 8,900                                  | 4,7                                    | 1907 in Gattungen B umgewandelt |
| 055 (D) 022 (B) 023 (B)                       | AB                                     | siehe Details                                    | B Pfalz 80                             |                                        | 8                                      | 1878 1880                              | 1/2 1/3                                | 6/16 6/24                              | 2                                      | 9.350 9.000                            | 4.800 4.700                            | diverse Ausführungen, siehe Details |
| 025 (BC)                                      | AB                                     | 97–99                                            | BC Pfalz 83                            | –                                      | 3                                      | 1883                                   | 1½/2                                   | 8/15                                   | 1                                      | 9,650                                  | 5,0                                    | mit Bremserhaus und Oberlicht; 1907 in Gattung BC umgewandelt |
| 026 (BC)                                      | AB                                     | siehe Details                                    | BC Pfalz 86                            | siehe Details                          | 11                                     | 1886                                   | 2/2                                    | 15/19                                  | 2                                      | 10,150                                 | 5,0                                    | siehe Details |
| 057 (D)                                       | B                                      | 56–58                                            | D Bay 72                               | –                                      | 3                                      | 1872                                   | 4                                      | 32                                     | –                                      | 8,400                                  | 4,7                                    | 1907 in Gattung D umgewandelt |
| 058 (D)                                       | B                                      | 59–62                                            | D Bay 75                               | –                                      | 4                                      | 1875                                   | 3                                      | 24                                     | 2                                      | 9,550                                  | 4,85                                   | mit Bremserbühne; 1907 in Gattung D umgewandelt |
| 052I / II / III (D)                           | C                                      | 31…78, 3008…3023, 5001…5020                      | D Bay 62                               | -                                      | 64                                     | 1862–1878                              | 5                                      | 46                                     | –                                      | 9,100                                  | 4,7                                    | ohne Bremsen, mit Freisitzbremse und mit Bremserhaus; 1907 in Gattung D umgewandelt                                                                                         |
| 029(Cpost) 033 (C) 053III (D) 059 (D)         | C                                      | 122…197, 3056…3095, 5051…5088                    | C Pfalz 61 CPost Pfalz 68 D Pfalz 61   | –                                      | 57                                     | 1861–1874                              | 5                                      | 48 oder 50                             | –                                      | 9,100                                  | 4,7                                    | mit Bremserhaus; bei 6 Wagen 3 Abteile durch ein Postabteil ersetzt (Gattung Cpost); Nr. 123 als Gefangenentransportwagen verwendet; zum Teil 1907 in Gattung D umgewandelt |
| 30 (Cpost) 034 (C) 053I (D) 053II (D) 060 (D) | C                                      | 101…200, 221–225, 397, 398, 3051…3091, 5057…5091 | D Pfalz 61                             | –                                      | 136                                    | 1861–1874                              | 5                                      | 48 oder 50                             | –                                      | 8,900                                  | 4,7                                    | bei 4 Wagen 3 Abteile durch ein Postabteil ersetzt (Gattung Cpost) und zum Teil später wieder rückgebaut; zum Teil 1907 in Gattung D umgewandelt                            |
| 051I 051II                                    | C                                      | siehe Details im Wagenblatt                      | D Pfalz 77                             | –                                      | 31                                     | 1877–1883                              | 5                                      | 50                                     | –                                      | 9,350                                  | 4,800                                  | diverse Ausstattungsvarianten;siehe Details im Wagenblatt |
| 035II (C) 54 (D) 62II (D)                     | C                                      | 213…244, 5135, 5136, 5147, 8516–8525             | C Bay 85                               | 46 254                                 | 33                                     | 1885–1890                              | 5                                      | 50                                     | –                                      | 9,000                                  | 4,8                                    | Nr. 226 und 5135 1897 zu Akkutriebwagen umgebaut und später wieder rückgebaut; zum Teil 1907 in Gattung D umgewandelt                                                       |
| 035I (C) 62I (D)                              | C                                      | 231…247, 8511–8515                               | –                                      | –                                      | 11                                     | 1890                                   | 5                                      | 50                                     | –                                      | 9,400                                  | 4,8                                    | mit Bremserhaus; Nr. 232 als Gefangenentransportwagen verwendet; zum Teil 1907 in Gattung D umgewandelt                                                                     |

| Zweiachsige Abteilwagen      | Zweiachsige Abteilwagen      | Zweiachsige Abteilwagen         | Zweiachsige Abteilwagen      | Zweiachsige Abteilwagen      | Zweiachsige Abteilwagen      | Zweiachsige Abteilwagen      | Zweiachsige Abteilwagen      | Zweiachsige Abteilwagen      | Zweiachsige Abteilwagen      | Zweiachsige Abteilwagen      | Zweiachsige Abteilwagen      | Zweiachsige Abteilwagen                                |
| Blatt-Nr.                    | Gattung Länderbahn           | Wagennummern Länderbahn         | Skizzenblatt DR              | Wagennummern DR (ab 1930)    | Anzahl gebaut                | Baujahre                     | Abteile je Klasse            | Sitz- plätze                 | Aborte                       | L. ü. P [m]                  | Achsstand [m]                | Bemerkungen                                            |
| Beschaffungszeitraum ab 1890 | Beschaffungszeitraum ab 1890 | Beschaffungszeitraum ab 1890    | Beschaffungszeitraum ab 1890 | Beschaffungszeitraum ab 1890 | Beschaffungszeitraum ab 1890 | Beschaffungszeitraum ab 1890 | Beschaffungszeitraum ab 1890 | Beschaffungszeitraum ab 1890 | Beschaffungszeitraum ab 1890 | Beschaffungszeitraum ab 1890 | Beschaffungszeitraum ab 1890 | Beschaffungszeitraum ab 1890                           |
| ---------------------------- | ---------------------------- | ------------------------------- | ---------------------------- | ---------------------------- | ---------------------------- | ---------------------------- | ---------------------------- | ---------------------------- | ---------------------------- | ---------------------------- | ---------------------------- | ------------------------------------------------------ |
| 036                          | C                            | 1788–1800, 3104–3110, 5097–5101 | C Bay 92                     | 46 768–46 775, 46 779–46 785 | 25                           | 1892                         | 5                            | 50                           | –                            | 9,300                        | 4,8                          | mit offenem Bremsersitz                                |
| 037                          | C                            | 1 776-1 787                     | C Bay 92a                    | 46 761–46 767, 46 776–46 778 | 12                           | 1892                         | 6                            | 48                           | 3                            | 11,300                       | 6,5                          | mit Bremserhaus                                        |
| 056 (D)                      | C                            | 3096–3103, 5092–5096            | C Bay 92b                    | 46 786–46 797                | 13                           | 1892                         | 6                            | 48                           | 3                            | 10,900                       | 6,1                          | mit offenem Bremsersitz; 1907 in Gattung D umgewandelt |

#### Dreiachsige Abteilwagen
| Dreiachsige Abteilwagen | Dreiachsige Abteilwagen | Dreiachsige Abteilwagen                      | Dreiachsige Abteilwagen | Dreiachsige Abteilwagen | Dreiachsige Abteilwagen | Dreiachsige Abteilwagen | Dreiachsige Abteilwagen | Dreiachsige Abteilwagen | Dreiachsige Abteilwagen | Dreiachsige Abteilwagen | Dreiachsige Abteilwagen | Dreiachsige Abteilwagen           | Dreiachsige Abteilwagen |
| Blatt-Nr.               | Gattung                 | Wagennummern                                 | Skizzenblatt DR         | Wagennummern DR (ab 1930) | Anzahl gebaut           | Baujahre                | Abteile                 | Sitz- plätze            | Aborte                  | L. ü. P [m]             | Achsstand [m]           | Bemerkungen                       |                         |
| ----------------------- | ----------------------- | -------------------------------------------- | ----------------------- | --- | ----------------------- | ----------------------- | ----------------------- | ----------------------- | ----------------------- | ----------------------- | ----------------------- | --------------------------------- | ----------------------- |
| 7                       | AB                      | 11, 16–22                                    | B3 Bay 90               | 22 120–22 125 | 8                       | 1890–1891               | 1/3                     | 5/21                    | 4                       | 11,600                  | 2 × 3,25                | mit Bremserhaus und Oberlichtdach |                         |
| 7                       | AB                      | 11, 16–22                                    | BC3 Bay 90/21/30        | 31 892 | 8                       | 1890–1891               | 1/3                     | 5/21                    | 4                       | 11,600                  | 2 × 3,25                | mit Bremserhaus und Oberlichtdach |                         |
| 8                       | AB                      | 1741–1745, 3027, 3028, 5023–5025, 5037, 5038 | B3 Bay 92a              | 22 192II, 22 194II, 22 308–22 313, 22 315, 22 634II | 12                      | 1892                    | 1/3                     | 5/21                    | 4                       | 11,200                  | 2 × 3,25                | mit offenem Bremsersitz           |                         |
| 9I                      | AB                      | siehe Details                                | B3 Bay 93               | siehe Details | 10                      | 1893                    | 1/4                     | 5/27                    | 4                       | 13,600                  | 2 × 4,25                | mit Bremserhaus                   |                         |
| 9II                     | AB                      | siehe Details                                | B3 Bay 93               | siehe Details | 38                      | 1893–1903               | 1/4                     | 5/27                    | 4                       | 13,600                  | 2 × 4,5                 | mit Bremserhaus                   |                         |
| 39                      | C                       | siehe Details                                | C3 Bay 96               | siehe Details | 85                      | 1896–1902               | 7                       | 56                      | 2                       | 12,870                  | 2 × 4,25                | mit Bremserhaus                   |                         |
| 40                      | C                       | siehe Details                                | C3 Bay 96a              | siehe Details | 145                     | 1896–1903               | 7                       | 56                      | 2                       | 12,470                  | 2 × 4,05                | mit offenem Bremsersitz           |                         |
| 64                      | D                       | 12501–12530                                  | C3tr Bay 07a            | 53 129–53 132 | 30                      | 1907                    | 3                       | 60                      | 2                       | 12,200                  | 2 × 3,75                | mit Bremserhaus                   |                         |
| 64                      | D                       | 12501–12530                                  | C3v Bay 07c             | 53 079, 53 084, 53 086 ,53 091, 53 093, 53 094, 53 102, 53 107–53 109, 53 111, 53 122–53 128, 53 147–53 152                                                                            | 30                      | 1907                    | 3                       | 60                      | 2                       | 12,200                  | 2 × 3,75                | mit Bremserhaus                   |                         |
| 65                      | D                       | 12531–12715                                  | C3tr Bay 07b            | 53 095, 53 098, 53 100, 53 101, 53 103–53 105, 53 117, 53 118, 53 133–53 139, 53 146, 54 441–54 448, 55 691–55 726, 59 173, 59 193–59 196, 59 198–59 217, 62 233–62 236, 64 609–64 619 | 185                     | 1907–1916               | 3                       | 60                      | 2                       | 11,800                  | 2 × 3,55                | mit offenem Bremsersitz           |                         |
| 65                      | D                       | 12531–12715                                  | C3v Bay 07d             | 53 114–53 116, 53 119–53 121, 53 153–53 179, 54 439, 54 440, 54 449–54 452, 55 727–55 745, 59 218–59 232, 62 237, 64 620–64 627                                                        | 185                     | 1907–1916               | 3                       | 60                      | 2                       | 11,800                  | 2 × 3,55                | mit offenem Bremsersitz           |                         |

#### Vierachsige Abteilwagen
| Vierachsige Abteilwagen | Vierachsige Abteilwagen | Vierachsige Abteilwagen      | Vierachsige Abteilwagen | Vierachsige Abteilwagen   | Vierachsige Abteilwagen | Vierachsige Abteilwagen | Vierachsige Abteilwagen | Vierachsige Abteilwagen | Vierachsige Abteilwagen | Vierachsige Abteilwagen | Vierachsige Abteilwagen | Vierachsige Abteilwagen                                                                         | Vierachsige Abteilwagen |
| Blatt-Nr.               | Gattung                 | Wagennummern                 | Skizzenblatt DR         | Wagennummern DR (ab 1930) | Anzahl gebaut           | Baujahre                | Abteile                 | Sitz- plätze            | Aborte                  | L. ü. P [m]             | Achsstand [m]           | Bemerkungen                                                                                     |                         |
| ----------------------- | ----------------------- | ---------------------------- | ----------------------- | ------------------------- | ----------------------- | ----------------------- | ----------------------- | ----------------------- | ----------------------- | ----------------------- | ----------------------- | ----------------------------------------------------------------------------------------------- | ----------------------- |
| 011                     | ABB                     | 31–33, 3004–3006             | B4 Bay 04               | 20 648–20 653             | 6                       | 1904                    | 2/5                     | 10/34                   | 3                       | 18,660                  | 12,5 + 2,5              | mit offenem Bremsersitz                                                                         |                         |
| 012                     | ABB                     | 13, 23, 24, 26, 27, 34       | B4 Bay 05b              | 20 783–20 788             | 6                       | 1905                    | 2/5                     | 10/34                   | 3                       | 19,060                  | 12,5 + 2,5              | mit Bremserhaus                                                                                 |                         |
| 043I                    | CC                      | 127, 172, 180, 3061, 3088    | C4 Bay 05               | 41 932–41 935             | 5                       | 1905                    | 10                      | 84                      | 4                       | 19,870                  | 13,0 + 2,5              | mit Bremserhaus                                                                                 |                         |
| 043II                   | CC                      | 3072, 3074, 5064, 5073, 5078 | C4 Bay 05               | 41 931, 41 936–41 939     | 5                       | 1905                    | 10                      | 84                      | 4                       | 19,470                  | 13,0 + 2,5              | mit offenem Bremsersitz                                                                         |                         |
| 042 Bay Blatt-Nr. 142   | CC                      | 7051                         | C4 Bay 11b/32           | 42 145                    | 1                       | 1911                    | 10                      | 84                      | 4                       | 19,190                  | 12,5 + 3,5              | bayer. CC (Blatt-Nr. 146), 1912 in die Pfalz überstellt; 2 Abteile zu Krankenabteil umwandelbar |                         |

#### Kombinierte Abteil- und Postwagen
| Kombinierte Abteil- und Postwagen | Kombinierte Abteil- und Postwagen | Kombinierte Abteil- und Postwagen | Kombinierte Abteil- und Postwagen | Kombinierte Abteil- und Postwagen | Kombinierte Abteil- und Postwagen | Kombinierte Abteil- und Postwagen | Kombinierte Abteil- und Postwagen | Kombinierte Abteil- und Postwagen | Kombinierte Abteil- und Postwagen | Kombinierte Abteil- und Postwagen | Kombinierte Abteil- und Postwagen | Kombinierte Abteil- und Postwagen    |
| Blatt-Nr.                         | Gattung Länderbahn                | Wagennummern Länderbahn           | Skizzenblatt DR                   | Wagennummern DR (ab 1930)         | Anzahl gebaut                     | Baujahre                          | Abteile je Klasse                 | Sitz- plätze                      | Aborte                            | L. ü. P [mm]                      | Achsstand [mm]                    | Bemerkungen                          |
| --------------------------------- | --------------------------------- | --------------------------------- | --------------------------------- | --------------------------------- | --------------------------------- | --------------------------------- | --------------------------------- | --------------------------------- | --------------------------------- | --------------------------------- | --------------------------------- | ------------------------------------ |
| 031I (Cpost) 031II (Cpost)        | C                                 | siehe Details                     | CPost Pfalz 77                    | –                                 | 13                                | 1877–1878                         | 2; 2½                             | 20; 25                            | –                                 | 9.000 u. 9.350                    | 4.868                             | diverse Ausstattungen; siehe Details |

### Durchgangszug-Wagen
Nachdem seit 1895 – auch internationale – Durchgangszüge durch die Pfalz gefahren wurden, ergab sich für die Pfälzischen Eisenbahnen die Notwendigkeit, passendes Wagenmaterial zu beschaffen, um im Rahmen des Wagenausgleichs mit den benachbarten Eisenbahngesellschaften den anfallenden Anteil an Wagen stellen zu können.
Allen pfälzischen Durchgangszug-Wagen gemein waren die mit Faltenbälgen geschützten Wagenübergänge, ein durchgehender Seitengang sowie das für süddeutsche Eisenbahnen typische Tonnendach. Die Abteile waren mit Ausnahme einiger Dritteklassaebteile in den CCü-Wagen zum Seitengang mit Schiebetüren abgeschlossen. Zwei Wagen der Erstbeschaffung von 1897 waren anfangs mit Kücheneinrichtung ausgestattet (sog. Büffetwagen), welche allerdings schon im Folgejahr wieder zugunsten von Sitzplätzen aufgegeben wurde. Die ab 1907 beschafften ABBü hatten das gleichzeitig im rechtsrheinischen Bayern eingeführte lange Drehgestell mit 3500 mm Achsstand, mit dem eine größere Laufruhe erreicht wurde.
| Vierachsige Durchgangszug-Wagen | Vierachsige Durchgangszug-Wagen | Vierachsige Durchgangszug-Wagen                   | Vierachsige Durchgangszug-Wagen | Vierachsige Durchgangszug-Wagen               | Vierachsige Durchgangszug-Wagen | Vierachsige Durchgangszug-Wagen | Vierachsige Durchgangszug-Wagen | Vierachsige Durchgangszug-Wagen | Vierachsige Durchgangszug-Wagen | Vierachsige Durchgangszug-Wagen | Vierachsige Durchgangszug-Wagen | Vierachsige Durchgangszug-Wagen                           | Vierachsige Durchgangszug-Wagen |
| Blatt-Nr.                       | Gattung                         | Wagennummern                                      | Skizzenblatt DR                 | Wagennummern DR (ab 1930)                     | Anzahl gebaut                   | Baujahre                        | Abteile                         | Sitz- plätze                    | Aborte                          | L. ü. P [m]                     | Achsstand [m]                   | Bemerkungen                                               |                                 |
| ------------------------------- | ------------------------------- | ------------------------------------------------- | ------------------------------- | --------------------------------------------- | ------------------------------- | ------------------------------- | ------------------------------- | ------------------------------- | ------------------------------- | ------------------------------- | ------------------------------- | --------------------------------------------------------- | ------------------------------- |
| 013I                            | ABBü                            | 1751–1753, 1755–1757, 3040, 5026, 5027, 5029–5032 | AB4ü Bay 97a                    | 13 025–13 030, 13 032, 13 033, 13 097, 13 098 | 13                              | 1897–1900                       | 2/5                             | 8/30                            | 2                               | 19,330                          | 13,03 + 2,5                     |                                                           |                                 |
| 013II                           | ABBü                            | 14, 5028                                          | AB4ü Bay 97b                    | 13 024, 13 031                                | 2                               | 1897                            | 2/5                             | 8/29                            | 2                               | 19,330                          | 13,03 + 2,5                     | urspr. mit Küche, 1898 in 2 Abteile 2. Klasse umgewandelt |                                 |
| 015                             | ABBü                            | 1758–1761                                         | AB4ü Bay 07/30                  | 13 402–13 405                                 | 4                               | 1907                            | 2/5                             | 8/30                            | 3                               | 19,800                          | 13,3 + 3,5                      |                                                           |                                 |
| 016                             | ABBü                            | 3044–3049                                         | AB4ü Bay 11/30                  | 13 697–13 700, 13 994–13 995                  | 6                               | 1911                            | 3/3½                            | 14/21                           | 3                               | 19,725                          | 13,2 + 3,5                      | wie bayer. ABBü (Blatt-Nr. 80), für die Pfalz neu gebaut  |                                 |
| 018                             | ABCCü                           | 101, 175, 3001, 3041–3043, 5062, 5198–5200        | ABC4ü Bay 05                    | 14 549–14 558                                 | 10                              | 1905–1906                       | 1/3/4                           | 4/18/32                         | 2                               | 19,600                          | 13,2 + 2,5                      |                                                           |                                 |
| 046                             | CCü                             | 5122, 5123, 8860–8862                             | C4ü Bay 98                      | 17 389–17 391, 17 389II, 17 411II             | 5                               | 1898–1900                       | 8                               | 64                              | 2                               | 18,290                          | 12,0 + 2,5                      | mit Dienstabteil                                          |                                 |
| 045                             | CCü                             | 146, 181, 1731–1735, 3071, 5090                   | C4ü Bay 07 C4ü Bay 07/30        | 17 636–17 644                                 | 9                               | 1907–1908                       | 8                               | 64                              | 3                               | 19,390                          | 13,0 + 2,5                      | mit Dienstabteil                                          |                                 |

### Triebwagen (Normalspur)
Die Pfälzischen Eisenbahnen waren Vorreiter was den Einsatz von Triebwagen – auch Omnibuswagen genannt – angeht. Schon 1895 ließ sich der Direktor Karl Jacob von Lavale von den Aktionären der Eisenbahn die „probeweise Anschaffung“ genehmigen. Die Triebwagen der Pfälzischen Eisenbahnen wurden im Rahmen der Reisezugwagen im Wagenstandsverzeichnis aufgeführt.
| Herstelldaten | Herstelldaten | Herstelldaten | Wagennummern je Epoche (mit Direktionsangaben) Gattungszeichen | Wagennummern je Epoche (mit Direktionsangaben) Gattungszeichen | Wagennummern je Epoche (mit Direktionsangaben) Gattungszeichen | Wagennummern je Epoche (mit Direktionsangaben) Gattungszeichen | Wagennummern je Epoche (mit Direktionsangaben) Gattungszeichen | Fahrwerk   | Fahrwerk | Fahrwerk                  | Fahrwerk                  | Fahrwerk                  | Ausstattung               | Ausstattung               | Ausstattung                          | Ausstattung                          | Ausstattung                          | Ausstattung                          | Ausstattung                          | Zusatzinfos    | Zusatzinfos                    |
| Bau- jahr     | Her- steller  | Anz.          | ab 1875                                                        | ab 1909 (1907)                                                 | Rep. (1919)                                                    | DRG (ab 1923)                                                  | DRG (ab 1930)                                                  | Anz. Achs. | LüP      | Unt. Gest.                | LA.                       | Brem- sen                 | Bl.                       | Hz.                       | Art u.Anz. Abteile (Sitze je Klasse) | Art u.Anz. Abteile (Sitze je Klasse) | Art u.Anz. Abteile (Sitze je Klasse) | Art u.Anz. Abteile (Sitze je Klasse) | Art u.Anz. Abteile (Sitze je Klasse) | Sig- nal- hal. | Bemerkung                      |
| Blatt-Nr. 48  | Blatt-Nr. 48  | Blatt-Nr. 48  | MBCC                                                           | MBCC                                                           |                                                                |                                                                |                                                                |            |          | (siehe jeweilige Legende) | (siehe jeweilige Legende) | (siehe jeweilige Legende) | (siehe jeweilige Legende) | (siehe jeweilige Legende) | A                                    | 1.                                   | 2.                                   | 3.                                   | 4.                                   |                |                                |
| ------------- | ------------- | ------------- | -------------------------------------------------------------- | -------------------------------------------------------------- | -------------------------------------------------------------- | -------------------------------------------------------------- | -------------------------------------------------------------- | ---------- | -------- | ------------------------- | ------------------------- | ------------------------- | ------------------------- | ------------------------- | ------------------------------------ | ------------------------------------ | ------------------------------------ | ------------------------------------ | ------------------------------------ | -------------- | ------------------------------ |
| 1900          | Rast.         | 2             | 8856                                                           | 8856                                                           |                                                                | AT 207                                                         | AT 207                                                         | 4          | 18.860   | E                         |                           | PL                        | El                        | Pr                        |                                      |                                      | 4 (28)                               | 6 (72)                               |                                      |                | ab 1923/94 nur noch IV.-Klasse |
| 1900          | Rast.         | 2             | 8857                                                           | 8857                                                           |                                                                | AT 208                                                         | AT 208                                                         | 4          | 18.860   | E                         |                           | PL                        | El                        | Pr                        |                                      |                                      | 4 (28)                               | 6 (72)                               |                                      |                | ab 1923/94 nur noch IV.-Klasse |
| 1902          | Rast.         | 2             | 8858                                                           | 8858                                                           |                                                                | AT 209                                                         | AT 209                                                         | 4          | 18.860   | E                         |                           | PL                        | El                        | Pr                        |                                      |                                      | 4 (28)                               | 6 (72)                               |                                      |                | ab 1923/94 nur noch IV.-Klasse |
| 1902          | Rast.         | 2             | 8859                                                           | 8859                                                           |                                                                | AT 210                                                         | AT 210                                                         | 4          | 18.860   | E                         |                           | PL                        | El                        | Pr                        |                                      |                                      | 4 (28)                               | 6 (72)                               |                                      |                | ab 1923/94 nur noch IV.-Klasse |
| Blatt-Nr. 49  | Blatt-Nr. 49  | Blatt-Nr. 49  | MC                                                             | MC                                                             |                                                                |                                                                |                                                                |            |          | (siehe jeweilige Legende) | (siehe jeweilige Legende) | (siehe jeweilige Legende) | (siehe jeweilige Legende) | (siehe jeweilige Legende) | A                                    | 1.                                   | 2.                                   | 3.                                   | 4.                                   |                |                                |
| 1900          | Rast.         | 2             | 3050                                                           | 3050                                                           |                                                                | AT 301                                                         |                                                                | 3          | 14.400   | E                         | A4                        | PL                        | El                        | O                         |                                      |                                      |                                      | 7 (68)                               |                                      |                | Rückbau in Personenwagen       |
| 1900          | Rast.         | 2             | 5130                                                           | 5130                                                           |                                                                | AT 302                                                         |                                                                | 3          | 14.400   | E                         | A4                        | PL                        | El                        | O                         |                                      |                                      |                                      | 7 (68)                               |                                      |                |                                |

### Gepäckwagen
Anders als die meisten deutschen Länderbahnen (aber ebenso wie die badische Nachbarbahn) unterschieden die Pfälzischen Eisenbahnen ihre Gepäckwagen nicht nach solchen für Reise- und Güterzüge. Als Dienstwagen für den Zugführer und das Personal von Güterzügen wurden in der Regel die älteren Wagen benutzt.
| Gepäckwagen             | Gepäckwagen             | Gepäckwagen                                            | Gepäckwagen                  | Gepäckwagen | Gepäckwagen             | Gepäckwagen             | Gepäckwagen             | Gepäckwagen             | Gepäckwagen             | Gepäckwagen             | Gepäckwagen             | Gepäckwagen                                                                                |
| Blatt-Nr.               | Gat tung                | Wagennummern                                           | Skizzenblatt DR              | Wagennummern DR (ab 1930) | Anzahl gebaut           | Baujahre                | Lade- gewicht [t]       | Lade- fläche [m²]       | Lade- raum [m³]         | L. ü. P [m]             | Achsstand [m]           | Bemerkungen                                                                                |
| Zweiachsige Gepäckwagen | Zweiachsige Gepäckwagen | Zweiachsige Gepäckwagen                                | Zweiachsige Gepäckwagen      | Zweiachsige Gepäckwagen | Zweiachsige Gepäckwagen | Zweiachsige Gepäckwagen | Zweiachsige Gepäckwagen | Zweiachsige Gepäckwagen | Zweiachsige Gepäckwagen | Zweiachsige Gepäckwagen | Zweiachsige Gepäckwagen | Zweiachsige Gepäckwagen                                                                    |
| ----------------------- | ----------------------- | ------------------------------------------------------ | ---------------------------- | --- | ----------------------- | ----------------------- | ----------------------- | ----------------------- | ----------------------- | ----------------------- | ----------------------- | ------------------------------------------------------------------------------------------ |
| 80                      | P                       | 250…320, 3201…3215, 5151…5164, 6059–6085               | Pw Bay 81                    | – | 73                      | 1861–1878               | 8,0                     | 12,9                    | 25,8                    | 8,100                   | 4,0                     |                                                                                            |
| 81I                     | P                       | 271…297, 5184, 5188, 6033–6037, 6055                   | Pw Bay 85/31, Pwg Bay 88/31  | 109 082–109 086, 109 088, 109 090–109 096, 126 448 | 19                      | 1885–1888               | 8,0                     | 14,2                    | 28,4                    | 10,150                  | 5,0                     |                                                                                            |
| 81II                    | P                       | 266, 282, 283, 308, 5183, 5185, 5186, 6039, 6042, 6047 | Pw Bay 85a/31, Pwg Bay 91/31 | 109 109, 109 110, 109 113, 126 554, 126 614 | 10                      | 1891–1892               | 8,0                     | 14,2                    | 28,4                    | 10,150                  | 5,0                     | mit 2 Aborten                                                                              |
| 82                      | P                       | 252…306, 3210…3222, 5163…5190, 6027…6058               | Pw Bay 93/31, Pwg Bay 96     | 109 141–109 148, 109 163, 109 164, 109 167–109 170, 109 172–109 176, 109 183, 109 185–109 190, 109 203, 109 204, 109 216–109 221. 110 090, 110 091, 126 863 | 53                      | 1893–1908               | 8,0                     | 16,7                    | 33,4                    | 10,150                  | 5,0                     |                                                                                            |
| 79                      | P (Pg)                  | 15549, 15550, 17401                                    | –                            | – | 3                       | 1868                    | 5,0                     |                         |                         | 8,362                   | 4,0                     | 1912 aus bayer. Post (Blatt-Nr. 186) umgebaut und in die Pfalz überstellt; mit Bremserhaus |
| Dreiachsige Gepäckwagen |                         |                                                        |                              | |                         |                         |                         |                         |                         |                         |                         |                                                                                            |
| 84I                     | P (Pü)                  | 301–303, 5167–5169, 6006–6008                          | Pw3 Bay 99                   | 109 257–109 259, 109 386–109 391 | 9                       | 1899–1900               | 8,0                     | 18,0                    | 36,0                    | 11,300                  | 2 × 3,5                 | wie preuß. Pü nach Blatt IIa 1; mit Faltenbalg an einer Stirnseite, später entfernt        |
| 84II                    | P (Pi)                  | 304–309, 5154, 6009…6073                               | Pw3i Bay 99                  | 116 429–116 434, 116 439–116 451 | 21                      | 1899–1900               | 8,0                     | 16,2                    | 34,0                    | 11,300                  | 2 × 3,5                 | wie preuß. Pi nach Blatt IIa 1; mit offener Bühne                                          |
| 85                      | P                       | 3189–3200                                              | Pw3 Bay 11                   | 110 527–110 538 | 12                      | 1911                    | 7,0                     |                         |                         | 12,230                  | 2 × 3,5                 |                                                                                            |
| 85                      | P                       | 3224–3238                                              | Pw3 Bay 17                   | 111 394–111 406 | 15                      | 1917                    | 7,0                     | nach Zeichnung 60521    |                         | 12,230                  | 2 × 3,5                 |                                                                                            |
| Vierachsige Gepäckwagen |                         |                                                        |                              | |                         |                         |                         |                         |                         |                         |                         |                                                                                            |
| 087                     | PPü                     | 284–289, 3223, 5170–5172                               | Pw4ü Bay 05                  | 107 238–107 241, 107 273–107 277, 107 994 | 10                      | 1905–1907               | 10,0                    | 32,5                    | 78,0                    | 18,600                  | 12,0 + 2,5              | wie preuß. PPü nach Blatt IIa 9; mit Faltenbälgen                                          |

### Postwagen
Die Bahnpostwagen der Pfälzischen Eisenbahnen waren ebenso wie die Postwagen der Königlich Bayerischen Staatseisenbahnen bahneigen, trugen aber Schilder mit der Aufschrift „Königl. Bayer. Post“. Nach der Verstaatlichung der Pfälzischen Eisenbahnen wurden 1911 13 Bahnpostwagen aus dem rechtsrheinischen Netz in die Pfalz überstellt, 1918 folgte ein weiterer. Zudem wurden zwischen 1911 und 1913 je 3 neue Wagen bayerischer Bauart für das pfälzische Netz in Dienst gestellt.
| Gepäckwagen           | Gepäckwagen           | Gepäckwagen                                   | Gepäckwagen                     | Gepäckwagen                      | Gepäckwagen           | Gepäckwagen           | Gepäckwagen           | Gepäckwagen           | Gepäckwagen           | Gepäckwagen           | Gepäckwagen           | Gepäckwagen |
| Blatt-Nr.             | Gattung               | Wagennummern                                  | Bezeichnung Deutsche Reichspost | Wagennummern Deutsche Reichspost | Anzahl gebaut         | Baujahre              | Lade- gewicht [t]     | Lade- fläche [m²]     | Lade- raum [m³]       | L. ü. P [m]           | Achsstand [m]         | Bemerkungen |
| Zweiachsige Postwagen | Zweiachsige Postwagen | Zweiachsige Postwagen                         | Zweiachsige Postwagen           | Zweiachsige Postwagen            | Zweiachsige Postwagen | Zweiachsige Postwagen | Zweiachsige Postwagen | Zweiachsige Postwagen | Zweiachsige Postwagen | Zweiachsige Postwagen | Zweiachsige Postwagen | Zweiachsige Postwagen                                                                                          |
| --------------------- | --------------------- | --------------------------------------------- | ------------------------------- | -------------------------------- | --------------------- | --------------------- | --------------------- | --------------------- | --------------------- | --------------------- | --------------------- | --- |
| 69I                   | Post                  | 6087–6100                                     | Post-b/8                        | –                                | 14                    | 1872                  | 3,0                   | 8,0                   | 16,0                  | 9,200                 | 4,7                   | mit Bremserhaus                                                                                                |
| 69II                  | Post                  | 6087, 6089, 6090, 6091, 6095, 6098            | Post-b/8                        | –                                | (6)                   | 1872                  | 3,0                   | 8,0                   | 16,0                  | 9,200                 | 4,7                   | 1904–08 umgebaut; mit offenem Bremsersitz und zusätzlichen Ladetüren                                           |
| 70                    | Post                  | 15129, 15130, 15165, 15166, 15175, 15188      | Post-b/7,4                      | –                                | 6                     | 1875–1878             | 5,0                   |                       |                       | 8,950                 | 4,37                  | bayer. Post (Blatt-Nr. 187), 1911 in die Pfalz überstellt; mit Bremserhaus                                     |
| 67                    | PostP                 | 15118–15120                                   | Post-c/7,4                      | –                                | (3)                   | 1875                  | 5,0                   |                       |                       | 8,950                 | 4,37                  | Gepäckpostwagen, 1910/11 aus bayer. Post (Blatt-Nr. 187) umgebaut und in die Pfalz überstellt; mit Bremserhaus |
| Dreiachsige Postwagen |                       |                                               |                                 |                                  |                       |                       |                       |                       |                       |                       |                       | |
| 72I                   | Post                  | 311–313, 5191                                 | Post3-b/9,9                     | –                                | 4                     | 1887                  | 6,0                   |                       |                       | 11,600                | 2 × 3,3               | mit Bremserhaus und Oberlicht; 3 Grundrissvarianten                                                            |
| 72II                  | Post                  | 3297–3300, 5193, 5194, 6011, 6012             | Post3-b/9,9                     | 303, 304, 629                    | 8                     | 1891–1896             | 6,0                   |                       |                       | 11,600                | 2 × 3,3               | mit Bremserhaus und Oberlicht; 3 Grundrissvarianten                                                            |
| 72III                 | Post                  | 1762, 3295, 3296, 5195, 5196, 6013–6015, 6086 | Post3-b/9,9                     | 76, 301, 302, 305–307, 628       | 9                     | 1897–1902             | 6,0                   |                       |                       | 11,600                | 2 × 3,3               | mit Bremserhaus und Oberlicht; 3 Grundrissvarianten                                                            |
| 73                    | Post                  | 15453–15458                                   | Post3-b/12                      | 85, 354–357                      | 6                     | 1911–1913             | 6,0                   |                       |                       | 13,224                | 2 × 4,625             | wie bayer. Post (Blatt-Nr. 195), für die Pfalz neu gebaut; mit Oberlicht                                       |
| Vierachsige Postwagen |                       |                                               |                                 |                                  |                       |                       |                       |                       |                       |                       |                       | |
| 75                    | Post                  | 15280, 15281                                  | Post4-b/15                      | –                                | 2                     | 1893                  | 8,0                   |                       |                       | 16,524                | 10,8 + 2,5            | bayer. Post (Blatt-Nr. 198), 1911 in die Pfalz überstellt; mit Bremserhaus und Oberlicht                       |
| 76                    | Post                  | 15374, 15375, 15402                           | Post4-b/15                      | 343, 344, 349                    | 3                     | 1902–1905             | 8,0                   |                       |                       | 16,524                | 10,3 + 2,5            | bayer. Post (Blatt-Nr. 202), 1911 bzw. 1918 (Nr. 15402) in die Pfalz überstellt; mit Bremserhaus und Oberlicht |

### Lokalbahnwagen
Die Pfalzbahnen stellten in den Jahren 1882 bis 1884 lediglich 14 normalspurige Lokalbahnwagen in Dienst, die für die Lautertalbahn bestimmt waren. Die Wagen waren als Durchgangswagen mit offenen Endplattformen ausgeführt. Die Staatsbahnverwaltung stockte nach 1909 den Bestand deutlich auf und überstellte 45 Lokalbahnwagen bayerischer Bauart in die Pfalz.
| Personenwagen für normalspurige Lokalbahnen | Personenwagen für normalspurige Lokalbahnen | Personenwagen für normalspurige Lokalbahnen | Personenwagen für normalspurige Lokalbahnen | Personenwagen für normalspurige Lokalbahnen | Personenwagen für normalspurige Lokalbahnen | Personenwagen für normalspurige Lokalbahnen | Personenwagen für normalspurige Lokalbahnen | Personenwagen für normalspurige Lokalbahnen | Personenwagen für normalspurige Lokalbahnen | Personenwagen für normalspurige Lokalbahnen | Personenwagen für normalspurige Lokalbahnen | Personenwagen für normalspurige Lokalbahnen                                                      | Personenwagen für normalspurige Lokalbahnen |
| Blatt-Nr.                                   | Gattung                                     | Wagennummern                                | Skizzenblatt DR                             | Wagennummern DR (ab 1930)                   | Anzahl gebaut                               | Baujahre                                    | Abteile                                     | Sitz- plätze                                | Aborte                                      | L. ü. P [m]                                 | Achsstand [m]                               | Bemerkungen                                                                                      |                                             |
| ------------------------------------------- | ------------------------------------------- | ------------------------------------------- | ------------------------------------------- | ------------------------------------------- | ------------------------------------------- | ------------------------------------------- | ------------------------------------------- | ------------------------------------------- | ------------------------------------------- | ------------------------------------------- | ------------------------------------------- | ------------------------------------------------------------------------------------------------ | ------------------------------------------- |
| 204                                         | BCL                                         | 4261–4265                                   | –                                           | –                                           | 5                                           | 1883                                        | 4                                           | 8/27 oder 8/30                              | –                                           | 9,140                                       | 3,8                                         |                                                                                                  |                                             |
| 205                                         | BCL                                         | 20079, 20080                                | CL Bay 09/21                                | 9 823, 9 824                                | 2                                           | 1909                                        | 5¼                                          | 16/32                                       | 1                                           | 12,224                                      | 6,0                                         | bayer. BCL (Blatt-Nr. 521), 1913 in die Pfalz überstellt                                         |                                             |
| 208                                         | CL                                          | 4241–4245                                   | CL Bay 84                                   | 8 702                                       | 5                                           | 1882–1884                                   | 4                                           | 38 oder 40                                  | –                                           | 8,900                                       | 3,8                                         |                                                                                                  |                                             |
| 209                                         | CL                                          | 20604, 20605                                | CL Bay 02/25                                | 9 321, 9 322                                | 2                                           | 1902                                        | 6                                           | 60                                          | –                                           | 12,224                                      | 6,0                                         | bayer. CL (Blatt-Nr. 547), in die Pfalz überstellt                                               |                                             |
| 210                                         | CL                                          | 20803–20806                                 | CL Bay 11                                   | 9 880–9 883                                 | 4                                           | 1911                                        | 5½                                          | 56                                          | 1                                           | 12,224                                      | 6,0                                         | bayer. CL (Blatt-Nr. 548), 1912 in die Pfalz überstellt                                          |                                             |
| 211                                         | CL                                          | 20814–20817                                 | CL Bay 11a                                  | 9 885–9 888                                 | 4                                           | 1911                                        | 5½                                          | 56                                          | 1                                           | 12,224                                      | 6,0                                         | bayer. CL (Blatt-Nr. 554), 1912 in die Pfalz überstellt; mit Schubabteil                         |                                             |
| 213                                         | CDL                                         | 21997–22000                                 | CL Bay 88b                                  | 8 735–8 738                                 | 4                                           | 1888                                        | 2                                           | 10/30                                       | –                                           | 8,624                                       | 3,8                                         | bayer. CL (Blatt-Nr. 539), vor 1912 zu CDL umgebaut und in die Pfalz überstellt                  |                                             |
| 215                                         | DL                                          | 21789–21794                                 | –                                           | –                                           | 6                                           | 1882–1884                                   | 2                                           | 33                                          | –                                           | 8,224                                       | 3,65                                        | bayer. BCL (Blatt-Nr. 509), 1911 zu DL umgebaut und in die Pfalz überstellt                      |                                             |
| 216I                                        | DL                                          | 21796, 21797, 21798                         | –                                           | –                                           | 3                                           | 1882–1885                                   | 2                                           | 36                                          | –                                           | 8,224                                       | 3,65                                        | bayer. CL (Blatt-Nr. 538), 1911 zu DL umgebaut und in die Pfalz überstellt; 2 Grundrissvarianten |                                             |
| 216II                                       | DL                                          | 21795, 21799, 21800                         | –                                           | –                                           | 3                                           | 1882–1885                                   | 2                                           | 36                                          | –                                           | 8,224                                       | 3,65                                        | bayer. CL (Blatt-Nr. 538), 1911 zu DL umgebaut und in die Pfalz überstellt; 2 Grundrissvarianten |                                             |
| 217                                         | DL                                          | 21801–21808 (?)                             | –                                           | –                                           | 8 (?)                                       | 1882–1884                                   | 2                                           |                                             | –                                           | 8,224                                       | 3,65                                        | bayer. CL (Blatt-Nr. 538), 1914/15 zu DL umgebaut und in die Pfalz überstellt                    |                                             |

| Gepäckwagen für normalspurige Lokalbahnen | Gepäckwagen für normalspurige Lokalbahnen | Gepäckwagen für normalspurige Lokalbahnen | Gepäckwagen für normalspurige Lokalbahnen | Gepäckwagen für normalspurige Lokalbahnen | Gepäckwagen für normalspurige Lokalbahnen | Gepäckwagen für normalspurige Lokalbahnen | Gepäckwagen für normalspurige Lokalbahnen | Gepäckwagen für normalspurige Lokalbahnen | Gepäckwagen für normalspurige Lokalbahnen | Gepäckwagen für normalspurige Lokalbahnen | Gepäckwagen für normalspurige Lokalbahnen | Gepäckwagen für normalspurige Lokalbahnen                                             |
| Blatt-Nr.                                 | Gattung                                   | Wagennummern                              | Skizzenblatt DR                           | Wagennummern DR (ab 1930)                 | Anzahl gebaut                             | Baujahre                                  | Lade- gewicht [t]                         | Lade- fläche [m²]                         | Lade- raum [m³]                           | L. ü. P [m]                               | Achsstand [m]                             | Bemerkungen                                                                           |
| ----------------------------------------- | ----------------------------------------- | ----------------------------------------- | ----------------------------------------- | ----------------------------------------- | ----------------------------------------- | ----------------------------------------- | ----------------------------------------- | ----------------------------------------- | ----------------------------------------- | ----------------------------------------- | ----------------------------------------- | ------------------------------------------------------------------------------------- |
| 218I                                      | PL                                        | 4221                                      | −                                         | –                                         | 1                                         | 1882                                      | 8,0                                       | 10,8                                      | 20,0                                      | 8,950                                     | 3,8                                       |                                                                                       |
| 218II                                     | PL                                        | 4223                                      | –                                         | –                                         | 1                                         | 1883                                      | 8,0                                       | 11,5                                      | 21,0                                      | 9,140                                     | 3,8                                       |                                                                                       |
| 220                                       | PPostL                                    | 4222, 4224                                | –                                         | –                                         | 2                                         | 1883                                      | 8,0                                       | 12,3                                      | 23,0                                      | 9,140                                     | 3,8                                       |                                                                                       |
| 221                                       | PPostL                                    | 21118, 21119                              | PwPostL Bay 06                            | 9 779, 9 780                              | 2                                         | 1908                                      | 4,0                                       |                                           |                                           | 9,239                                     | 5,0                                       | bayer. PPostL (Blatt-Nr. 606), 1912 in die Pfalz überstellt                           |
| 222                                       | PPostL                                    | 21134–21137                               | PwPostL Bay 11                            | 9 895–9 898                               | 4                                         | 1911                                      | 3,8                                       |                                           |                                           | 9,824                                     | 5,0                                       | bayer. PPostL (Blatt-Nr. 601), 1912 in die Pfalz überstellt                           |
| 223                                       | PPostL                                    | 21130                                     | PwPostL Bay 06                            | 9 894                                     | 1                                         | 1911                                      | 4,0                                       |                                           |                                           | 9,239                                     | 5,0                                       | bayer. PPostL (Blatt-Nr. 606), 1913 in die Pfalz überstellt                           |
| 219                                       | PPostL                                    | 18072, 18077                              | PwPostL Bay 96/14                         | 9 035, 9 125                              | 2                                         | 1898–1900                                 | 3,8                                       |                                           |                                           | 9,824                                     | 5,0                                       | bayer. BPostL (Blatt-Nr. 503), 1913/14 zu PPostL umgebaut und in die Pfalz überstellt |

## Fahrzeuge der Schmalspur
Für die drei meterspurigen Lokalbahnen der Pfälzischen Eisenbahnen wurden zwischen 1889 und 1929 unter anderem 157 Personenwagen und 25 Gepäckwagen gebaut, 15 Stück davon mit Postabteil. Äußere Merkmale der zwischen 1889 und 1907 beschafften Wagen waren das Flachdach sowie die in den Vollabteilen paarweise angeordneten Fenster. Die ab 1911 beschafften Wagen hatten demgegenüber ein Tonnendach sowie breite Fenster. Die Fahrzeuge erhielten nach 1909 keine neuen Nummern.
| Blatt-Nr.      | Gattung Länderbahn | Gattung DR       | Baujahr     | Hersteller | Anzahl     | Wagennummern Länderbahn      | Wagennummern DR (ab 1930) | Abteile /Klasse | Sitze /Klasse | Aborte     | LüP [m]    | Achsstand [m] | Bemerkungen                                                                                |
| Gattung BL     | Gattung BL         | Gattung BL       | Gattung BL  | Gattung BL | Gattung BL | Gattung BL                   | Gattung BL                | Gattung BL      | Gattung BL    | Gattung BL | Gattung BL | Gattung BL    | Gattung BL                                                                                 |
| -------------- | ------------------ | ---------------- | ----------- | ---------- | ---------- | ---------------------------- | ------------------------- | --------------- | ------------- | ---------- | ---------- | ------------- | ------------------------------------------------------------------------------------------ |
| 224            | BL                 | BL Pfalz 90      | 1890        |            | 6          | 9 301 - 9 306                |                           | 4               | 28            |            | 8,600      | 2,700         | mit offenen Übergängen; Körting-Saugluftbremse                                             |
| 224            | BL                 | BL Pfalz 90      | 1895        |            | 2          | 9 307 - 9 308                | -                         | 4               | 28            |            | 8,600      | 2,700         | mit offenen Übergängen; Körting-Saugluftbremse                                             |
| Gattung BCL    |                    |                  |             |            |            |                              |                           |                 |               |            |            |               |                                                                                            |
| 225            | BCL                | BCL Pfalz 03     | 1903        |            | 2          | 4 281 - 4 282                |                           | 1 / 3           | 8 / 24        |            | 8,600      | 2,700         | mit offenen Übergängen; Körting-Saugluftbremse; Wagen für die Lokalbahn Alsenz–Obermoschel |
| 226            | BCL                | BCL Pfalz 04     | 1904        |            | 4          | 9 295, 9 298 - 9 300         |                           | 1 1/2 / 2       | 12 / 16       |            | 8,600      | 2,700         | mit offenen Übergängen                                                                     |
| 227            | BCL                | BCL Pfalz 11     | 1911        |            | 1          |                              |                           | 1 1/2 / 2       | 12 / 16       |            | 8,600      | 2,700         | mit offenen Übergängen                                                                     |
| Gattung CL     |                    |                  |             |            |            |                              |                           |                 |               |            |            |               |                                                                                            |
| 229            | CL                 | CL Pfalz 89      | 1889 - 1895 |            | 60         | 9 321 - 9 380                |                           | 4               | 32            |            | 8,600      | 2,700         | mit offenen Übergängen                                                                     |
| 229            | CL                 | CL Pfalz 89      | 1899        |            | 3          | 9 389 - 9 391                |                           | 4               | 32            |            | 8,600      | 2,700         | mit offenen Übergängen                                                                     |
| 229            | CL                 | CL Pfalz 89      | 1900        |            | 12         | 9 309 - 9 320                |                           | 4               | 32            |            | 8,600      | 2,700         | mit offenen Übergängen                                                                     |
| 229            | CL                 | CL Pfalz 89      | 1904        |            | 5          | 9 392 - 9 396                |                           | 4               | 32            |            | 8,600      | 2,700         | mit offenen Übergängen                                                                     |
| 229            | CL                 | CL Pfalz 89      | 1907        |            | 15         | 9 276 - 9 290                |                           | 4               | 32            |            | 8,600      | 2,700         | mit offenen Übergängen                                                                     |
| 230            | CL                 | CL Pfalz 11      | 1911        |            | 3          | 9 291 - 9 293                |                           | 4               | 32            |            | 8,600      | 2,700         | mit offenen Übergängen                                                                     |
| 2??            | CL                 | CL Pfalz 23      | 1923 - 1927 |            | 42         |                              |                           | 4               | 32            |            | 8,500      | 2,700         | mit offenen Übergängen                                                                     |
| Blatt-Nr.      | Gattung            | DR-Skizze        | Baujahr     | Hersteller | Anzahl     | Wagennummern Länderbahn      | Wagennummern DR (ab 1930) | Packraum        | Postraum      | Aborte     | LüP [m]    | Achsstand [m] | Bemerkungen                                                                                |
| Gattung PPostL |                    |                  |             |            |            |                              |                           |                 |               |            |            |               |                                                                                            |
| 234            | PPostL             | PwPostL Pfalz 03 | 1903        |            | 2          | 4 285 - 4 286                |                           | 1               | 1             |            | 6,800      | 2,700         | mit offenem Übergang auf der Packwagenseite, Wagen für die Lokalbahn Alsenz–Obermoschel    |
| 235            | PPostL             | PwPostL Pfalz 89 | 1889 - 1905 |            | 12         | 9 381 - 9 388, 9 397 - 9 400 |                           | 1               | 1             |            | 6,800      | 2,700         | mit offenem Übergang auf der Packwagenseite                                                |
| 236            | PPostL             | PwPostL Pfalz 11 | 1911        |            | 1          | 9 275                        |                           | 1               | 1             |            | 6,800      | 2,700         | mit offenem Übergang auf der Packwagenseite                                                |

| Herstelldaten | Herstelldaten | Herstelldaten | Wagennummern je Epoche (mit Direktionsangaben) Gattungszeichen | Wagennummern je Epoche (mit Direktionsangaben) Gattungszeichen | Wagennummern je Epoche (mit Direktionsangaben) Gattungszeichen | Wagennummern je Epoche (mit Direktionsangaben) Gattungszeichen | Wagennummern je Epoche (mit Direktionsangaben) Gattungszeichen | Fahrwerk   | Fahrwerk | Fahrwerk                  | Fahrwerk                  | Fahrwerk                  | Ausstattung               | Ausstattung               | Ausstattung                          | Ausstattung                          | Ausstattung                          | Ausstattung                          | Ausstattung                          | Zusatzinfos    | Zusatzinfos                                             |
| Bau- jahr     | Her- steller  | Anz.          | ab 1875                                                        | ab 1909 (1907)                                                 | Rep. (1919)                                                    | DRG (ab 1923)                                                  | DRG (ab 1930)                                                  | Anz. Achs. | LüP      | Unt. Gest.                | LA.                       | Brem- sen                 | Bl.                       | Hz.                       | Art u.Anz. Abteile (Sitze je Klasse) | Art u.Anz. Abteile (Sitze je Klasse) | Art u.Anz. Abteile (Sitze je Klasse) | Art u.Anz. Abteile (Sitze je Klasse) | Art u.Anz. Abteile (Sitze je Klasse) | Sig- nal- hal. | Bemerkung                                               |
| Blatt-Nr. 232 | Blatt-Nr. 232 | Blatt-Nr. 232 | P.B.                                                           | BCL                                                            |                                                                | BCDL                                                           | C4L                                                            |            |          | (siehe jeweilige Legende) | (siehe jeweilige Legende) | (siehe jeweilige Legende) | (siehe jeweilige Legende) | (siehe jeweilige Legende) | A                                    | 1.                                   | 2.                                   | 3.                                   | 4.                                   |                |                                                         |
| ------------- | ------------- | ------------- | -------------------------------------------------------------- | -------------------------------------------------------------- | -------------------------------------------------------------- | -------------------------------------------------------------- | -------------------------------------------------------------- | ---------- | -------- | ------------------------- | ------------------------- | ------------------------- | ------------------------- | ------------------------- | ------------------------------------ | ------------------------------------ | ------------------------------------ | ------------------------------------ | ------------------------------------ | -------------- | ------------------------------------------------------- |
| 1898          |               | 3             | I.                                                             | 9296                                                           |                                                                | Lu 9296                                                        | Lu 9296                                                        | 4          | 12.000   | E                         |                           | Pl Ktg                    | Kz                        | D                         |                                      |                                      | 1 6                                  | 1 8                                  | 1 24                                 |                | 1904 Rückgebaut zu Personenwagen ab 1907 auch 4. Klasse |
| 1898          | II.           | 3             | 9297                                                           |                                                                | Lu 9297                                                        | LU 9297                                                        |                                                                | 4          | 12.000   | E                         |                           | Pl Ktg                    | Kz                        | D                         |                                      |                                      | 1 6                                  | 1 8                                  | 1 24                                 |                | 1904 Rückgebaut zu Personenwagen ab 1907 auch 4. Klasse |
| 1900          | III.          | 3             | 9298                                                           |                                                                |                                                                |                                                                | 1910 ausgemustert                                              | 4          | 12.000   | E                         |                           | Pl Ktg                    | Kz                        | D                         |                                      |                                      | 1 6                                  | 1 8                                  | 1 24                                 |                |                                                         |